# Francisco Vico (científico)
Francisco José Vico Vela (nacido en 1967) es un científico e ingeniero, catedrático de inteligencia artificial en la Universidad de Málaga. Como investigador, Vico ha creado y dirigido los grupos de investigación en Biomimética y EdTech en la Universidad de Málaga y fundado varias empresas como emprendedor. Su trabajo es conocido por utilizar computación evolutiva en el campo de la composición algorítmica y el diseño industrial, aportando el componente innovador de la evolución a la creación artística.

## Formación
Vico se graduó en Ingeniería Informática por la Universidad de Málaga en 1991 y disfrutó una beca doctoral, finalizando el doctorado en 1995. Tras llevar a cabo un post-doc en Buffalo (NY), Vico pasó a formar parte de la plantilla de la Universidad de Málaga en 1996 como profesor asociado en la ETS Ingeniería Informática, pasó a ser profesor titular en 2000 y catedrático de universidad en 2012.

## Investigación Básica
Durante su tesis doctoral, Vico realizó investigación en neurociencia computacional y visión artificial, contribuyendo con modelos bioinspirados de neuronas artificiales. A partir de 2005 sus intereses se centraron en la Computación evolutiva y la Vida artificial. Ha dirigido ocho tesis doctorales, liderado como investigador principal más de 40 proyectos de investigación, mayormente con financiación pública, y tiene dos patentes.

## Investigación Aplicada
A pesar de que su investigación básica en la función del cerebro y la evolución de las formas vivas, Vico también ha realizado aportaciones en la aplicación de los resultados obtenidos. Sus proyectos de transferencia industrial abarcan desde la inversión financiera hasta el seguimiento de implantes de rodilla.

### Creatividad Artificial
Un proyecto financiado por Alcatel en el campo del diseño automatizado industrial dio como resultado su artículo más citado. Una década más tarde Vico dirigió el proyecto Melomics, que constituyó un hito en la aplicación de la inteligencia artificial en composición algorítmica. Esta investigación produjo Iamus, un clúster de computación capaz de componer piezas musicales sin intervención humana. Algunas de estas piezas fueron grabadas en un  álbum, incluyendo una obra para orquesta interpretada por la Orquesta Sinfónica de Londres que New Scientist calificó como "La primera obra compuesta por un ordenador e interpretada por una orquesta completa". Por su carácter disruptivo en las disciplinas artística y tecnológica, Melomics fue considerada como una de las 100 contribuciones científicas más importantes de 2012 por Discover Magazine. Asimismo, esta aplicación encontró aplicación en salud y fue presentada en la edición de 2015 del Seoul Digital Forum.

### Tecnologías educativas
Desde 2015, la actividad de Vico se ha centrado en las Tecnología educativas. Toolbox es un entorno de programación desarrollado por Vico que adapta la tecnología informática actual a la enseñanza de la programación.